# Difração de elétrons de feixe convergente
Difração de elétrons de feixe convergente (citada como CBED, do inglês convergent beam electron diffraction), é a técnica de difração de elétrons que ocorre por meio da irradiação de um feixe de elétrons convergente no lugar de um feixe paralelo, permitindo, em ciência dos materiais e suas análises a determinação de orientações espaciais e angulares com melhor resolução na escala subnanométrica.